# Wales (Alaska)
Pour les articles homonymes, voir Wales.
Wales (en inupiaq : Tala), également appelé Pays de Galles en français, est une localité d'Alaska aux États-Unis située dans la Région de recensement de Nome. Sa population était de 163 habitants en 2023. C'est le lieu habité le plus au nord-ouest de tout le continent nord-américain.
Il existe un projet de tunnel sous le détroit de Béring reliant l'Amérique à l'Asie à partir entre Wales et Ouelen.

## Étymologie
Wales tire son nom du Cap Prince-de-Galles (en anglais : Cape Prince of Wales) sur lequel il est situé.

## Géographie
Le village est situé sur le Cap Prince-de-Galles, à l'extrémité ouest de la Péninsule de Seward, à 179 km au nord-ouest de Nome. Son altitude minimale est 0m au niveau de la mer et son altitude maximale est 339 m sur les flancs du Cape mountain
Les températures moyennes vont de −23 °C à −14 °C en janvier, et de 4 °C à 10 °C en juillet.

## Histoire
Un tumulus funéraire appartenant à la culture Birnirk (de 500 à 900 av. J.-C.) a été découvert à Wales et est devenue un site historique. En 1827, la marine russe a référencé un village inuit à proximité, tandis qu'en 1890, une mission américaine s'est établie, et qu'en 1894, un élevage de renne y a été installé. La poste a ouvert en 1902. La localité devint une ville de 500 habitants environ parce qu'elle était située sur une zone de migration des baleines, mais la population a été décimée par l'épidémie de grippe de 1918-1919.
Actuellement, l'économie locale est une économie de subsistance, basée sur la chasse, la pêche et la cueillette ainsi que quelques activités minières et artisanales.

## Démographie
Lors du recensement de 2010, 84,8 % des habitants de Wales sont des Autochtones d'Alaska (majoritairement des Iñupiat), alors que 6,2 % sont blancs et 9 % s'identifient comme métis blancs et autochtones,.
Selon l'American Community Survey, pour la période 2011-2015, 70,3 % de la population âgée de plus de 5 ans déclare parler l'anglais à la maison et 29,7 % l'inupiaq.
| 1880 | 1890 | 1900 | 1910 | 1920 | 1930 | 1940 | 1950 |
| ---- | ---- | ---- | ---- | ---- | ---- | ---- | ---- |
| 400  | 488  | 396  | 337  | 136  | 170  | 193  | 141  |

| 1960 | 1970 | 1980 | 1990 | 2000 | 2010 | 2020 | - |
| ---- | ---- | ---- | ---- | ---- | ---- | ---- | - |
| 128  | 131  | 133  | 161  | 152  | 145  | 163  | - |